# Женевска декларација
Женевска декларација, позната и као Женевски споразум или Женевски пакт, била је декларација о политичком договору о привременом политичком уређењу у будућој заједници Јужних Словена који живе на територији бивше Аустроугарске монархије и Краљевине Србије. Договор су постигли предсједник српске владе Никола Пашић, представници српске парламентарне опозиције, представници Народног вијећа Државе Словенаца, Хрвата и Срба и представници Југословенског одбора. Преговори су вођени у Женеви у Швајцарској од 6. до 9. новембра 1918. и за циљ су имали да надограде и замијени Крфску декларацију из 1917. који су постигли Пашић и Анте Трумбић. Основу за разговоре дао је грчки премијер Елефтериос Венизелос у име Врховног ратног савјета Тројне антанте. Разговори су били неопходно у поступку стварања заједничке јужнословенске државе како би се силама Антанте показало да различите владе и интересне групе могу да сарађују на пројекту успостављања одрживе државе.
Трумбић и Антон Корошец били су на челу делегације Југословенског одбора и Народног вијећа Словенаца, Хрвата и Срба и углавном су преговоре водили са заједничке платформе. Српска опозиција стала је на страну Југословенског одбора с циљем поткопавања Пашићеве власти. Усвојен је Трумбићев приједлог о успостављању конфедералног система власти. Предвиђена је заједничка влада која би имала министарства спољних односа, одбране, финансија, комуникације и саобраћаја, као и неколико других ресора. Приједлог је такође прецизирао задржавање Министарског савјета у Краљевини Србији и Народног вијећа у Држави Словенаца, Хрвата и Срба као извршне власти, које би одвојено управљале пословима релевантним за двије државе. Пашић је такође пристао да призна Народно вијеће као легитимну владу и да затражи исто од Антанте. Пашић је прихватио Женевску декларацију тек након што је предсједник Француске Ремон Поенкаре лично интервенисао, тражећи да се сложи са Југословенским одбором.
Српска влада је прво прихватила декларацију, да би само неколико дана касније преокренула курс, када је Пашић у поруци министру финансија Стојану Протићу сугерисао да би регент пријестолонасљедник Александар могао искористи своју прерогативу за реконструкцију владе. Влада је одбацила Женевску декларацију и поднијела оставку — да би је два дана касније замијенила коалициона влада на челу са Пашићем и која је у своје редове укључила бившу опозицију. У Држави Словенаца, Хрвата и Срба је Светозар Прибићевић, саоснивач политичког савеза Хрватско-српска коалиција, такође одбацио Женевску декларацију. Суочен с унутрашњим немирима које је изазивао Зелени кадар, побунама сељака и војске, као и приближавањем италијанске војске која је спроводила територијалне захтјеве на основу Лондонског споразума након примирја у вили Ђусти, Народно вијеће је послало делегацију код регента пријестолонасљедника Александра да тражи хитно уједињење — које довело до успостављања Краљевства Срба, Хрвата и Словенаца 1. децембра 1918. године.

## Позадина

### Крфска декларација
Током Првог свјетског рата, Министарски савјет Краљевине Србије на челу са предсједником Николом Пашићем састао се са Југословенски одбором, ad hoc интересном групом коју је дјелимично финансирала Србија. Предсједавајући Југословенског одбора био је Анте Трумбић, а одбор је тврдио да представља Јужне Словене у Аустроугарској монархији. Конференција је сазвана 1917. на грчком острву Крф, а да би се расправљало о систему власти у будућој заједници Србије и хабзбуршких земаља насељених Јужним Словенима.
Састанак је за циљ имао повратак иницијативе југословенске идеје о уједињењу Јужних Словена, као и да сачува шансе за остваривање српских ратних циљева постављених у Нишкој декларацији. Обје стране су се сматрале угроженим након предложене тријалистичке реформе у Мајској декларацији Југословенског клуба, који су чинили јужнословенски представници у аустријском Рајхсрату које је предводио Антон Корошец, док је је Тројна антанта још увијек подржавала очување Аустроугарске. Лишен руске подршке од Фебруарске револуције, Пашић се осјећао принуђеним да преговара са Југословенским одбором.
Чланови Југословенског одбора сазнали су да је Антанта по Лондонском споразуму обећала Италији дијелове аустроугарске територије насељене Јужним Словенима, а да би придобила Италију да се придружи Антанти. Већина чланова одбора је то видјела као пријетњу која се може провјерити само уз помоћ Србије, подстичући их да прихвате Пашићев позив на Крф. Франо Супило, саоснивач владајуће Хрватско-српске коалиције у Хрватској и Славонији и најистакнутији члан Југословенског одбора и заговорник јужнословенске федерације, поднио је оставку на чланство у одбору у знак протеста. Супило је поднио оставку јер је његова обазривост на разговора без утврђивања српских намјера игнорисана.
Крфска конференција открила је сукоб између Пашића и Трумбића, јер се први залагао за централистичку државу, док је други желио федералистички систем власти плашећи се хегемоније Срба као најбројнијег народа у предложеној држави. Одговарајући на Трумбићеве захтјеве, Пашић је рекао да ће, уколико Хрвати буду инсистирали на федерацији, српска влада одустати од пројекта уједињења у корист стварања Велике Србије. Није постигнут договор о систему власти, а усвојена Крфска декларација оставила је будућој уставотворној скупштини да одлучује неодређеном квалификованом већином.

### Сукоб Пашића и Трумбића
Било је очигледно да су се послије Крфске конференције односи између Пашића и Трумбића погоршали и настављали погоршавати током цијеле 1918. године. Њих двојица су се отворено размимоилазила око неколико питања за која се Трумбић залагао, укључујући питање признавања Срба, Хрвата и Словенаца који живе у Аустроугарској као савезнички народи, признавање Југословенског одбора као представника тих народа и Српског добровољачког корпуса као савезничке снаге састављене од Срба, Хрвата и Словенаца који живе у Аустроугарској. Будући да није могао сам да оствари те циљеве, Трумбић је желио да му Пашић помогне у убјеђивању сила Антанте у остварењу Трумбићевих захтјева. Њихови односи су остали напети, али упркос игнорисаним молбама Пашића, остали су у контакту до краја рата. Пашић и Трумбић су се састали 30. октобра у Паризу. Пашић је још једном одбио Трумбића, али је овога пута од остатка Југословенског одбора тражио да га овласти да непосредно тражи испуњење ранијих захтјева од сила Антанте, заобилазећи Пашића. Југословенски одбор је сљедећег дана дао пристанак.
Поред одбијања Трумбићевог захтјева, трвења је изазвао Пашићев одговор Антанти о потенцијалном очувању Аустроугарске. Уједињено Краљевство, Француска и Сједињене Америчке Државе су тежиле сепаратном миру са Аустроугарском, жељећи да је одвоје од Њемачке до почетка 1918. године. На ову позицију нису утицале ни Нишка, ни Крфска декларација. У јануару 1918. британски премијер Дејвид Лојд Џорџ потврдио је своју подршку опстанку Аустроугарске. Предсједник Сједињених Држава Вудро Вилсон се сложио у свом говору „Четрнаест тачака”, залажући се за аутономију народа Аустроугарске. То је у априлу навело Пашића да упути српског амбасадора у Сједињеним Држава да испита да ли би Србија могла да добије барем Босну и Херцеговину.
Лојд Џорџ и Пашић су се 15. октобра састали у Лондону како би разговарали о стварању јединствене јужнословенске државе са или без Србије — у посљедњем случају потенцијално унутар реформисане Аустроугарске. На Пашићево инсистирање да свака јужнословенска држава створена без Србије обесмишљава њене губитке, Лојд Џорџ је одговорио да све зависи од околности на крају рата: истакао је да уколико би српска војска заузела жељену територију прије примирја, Србија би ту територију могла да припоји. У супротном, дошло би до преговора о разматрању жеља погођеног становништва. Пашић је од 12. до 17. октобра дао неколико интервјуа британској штампи. Оптужен за империјализам, Пашић је одговорио да Србија ослобађа Хрвате и Словенце који ће добити прилику да се опредијеле за прикључење Србији или оснивање сопствене државе. Поменуо је да нема могућности образовања јужнословенске политичке заједнице равноправних.
Трумбић је уз подршку британских историчара Викама Стида и Артура Еванса безуспјешно тражио од Вилсона да расподјели америчке трупе у Хрватску и Славонију како би угушили нереде повезане са Зеленим кадром и зауставили плиму бољшевизма. Трумбић је посебно тражио да се не пусте италијанске или српске трупе на територију. Односи између Пашића и Трумбића су се погоршали до политичког, па чак и личног анимозитета. До краја 1918. Трумбић је сматрао да Пашића треба свргнути с власти као олигарха.

### Укључење Народног вијећа
Представници словеначких, хрватских и српских политичких странака у Аустроугарској организовали су 5—6. октобра Народно вијеће Словенаца, Хрвата и Срба, које је радило на проглашењу независности. То тијело се 18. октобра прогласило средишњим органом новопроглашене Државе Словенаца, Хрвата и Срба, која је обухватала Словеначке земље, Хрватску и Славонију, Далмацију и Босну и Херцеговину. Народно вијеће је за предсједника изабрало Корошеца, а имало је и два потпредсједника. Један је био Светозар Прибићевић, саоснивач владајуће Хрватско-српске коалиције и једини вођа од Супилове смрти 1917. године. Други потпредсједник је био Анте Павелић, вођа Старчевићеве странке права (милиновци).
Народно вијеће је 26. октобра одлучило да овласти Југословенски одбор да говори у име вијећа. Истог дана, Корошец се у Бечу састао са аустријским министром-предсједником Хајнрихом Ламашем и са секретаром Југословенског клуба Грегором Жерјавом кренуо у Швајцарску гдје их је 29. октобра дочекао Мелко Чингрија, још један бивши члан Југословенског клуба. Корошец је од Народног вијећа добио задатак да „извиди међународну ситуацију и успостави везу са Југословенским одбором”. Истог дана је Хрватски сабор прогласио прекид веза са Аустроугарском и изабрао Корошеца за предсједника Државе Словенаца, Хрвата и Срба. За потпредсједнике су изабрани Прибићевић и Павелић.
Када су сазнали за Корошецов долазак, и Пашић и Трумбић су му се обратили. Трумбић је 31. октобра писао Корошецу писмо у којем је изложио своје разговоре с Пашиће и тражио да се Југословенски одбор призна као тијело које заступа интересе народа који живе у новопроглашеној држави. Пашић је Корошеца видио као потенцијалну алтернативу Трумбићу, који је имао легитимитет као изабрани посланик. Спремао се да са представницима српске опозиције Милорадом Драшковићем и Марком Трифковићем отпутује у Швајцарску на састанак са Корошецом. Корошец је 1. новембра позвао Трумбића и Пашића на одвојене разговоре у Женеви, Корошец није могао путује у Париз, јер му је издата виза само за неутралну Швајцарску.

## Новембарска конференција

### Париски преговори
Трумбић је писао Пашићу 11. октобра 1918. с приједлогом да се за двије седмице поново сазову стране Крфске декларације и представници Црногорског одбора за народно уједињење у Паризу како би се обезбједило, олакшало и убрзало уједињење. Иако је Пашић 25. октобра писао позивајући Трумбића да га посјети у Паризу, Пашић је игнорисао приједлог од 11. октобра. Пашић је 1. новембра у извјештају регенту пријестолонасљеднику, преко официра за везу Српске војске у Загребу, потпуковника Душана Симовића, тражио да се Прибичевићу пошаље порука. У поруци Пашић моли Прибичевића да сарађује с њим на хитном уједињењу ради одбране од италијанског иредентизма. Као одговор, Прибичевић је Симовићу давао редовне информације о политичкој ситуацији.
Британски министар спољних послова Артур Балфор био је, према Трумбићу, вољан да тог дана призна јужнословенско становништво Аустроугарске као савезничку нацију, али је признање задржано на захтјев француског министра спољних послова Стефана Пишона, док се Британци и Французи не договоре. Врховни ратни савјет се састао 29. октобра у Версају, дан након што је Аустроугарска затражила примирје. Док се разговарало о условима, француски премијер Жорж Клемансо је обећао италијанском премијеру Виторију Орланду да ниједна балканска словенска држава неће бити призната прије него што услови примирја буду спроведени. Савезници су такође одбили да признају Државу Словенаца, Хрвата и Срба или тврдњу Србије да буде средишња уједињујућа снага међу Јужним Словенима, попут Пијемонта у уједињењу Италије. Врховни ратни савјет је такође одлучио да не признаје било какву формалну улогу Југословенског одбора, сматрајући уједињење Јужних Словена нереалним све док стране не покажу способност договора. Србије је додала своје противљење признању било какве званичне улоге Југословенског одбора. Примирје у вили Ђусти, којим је окончан рат за Аустроугарску, потписано је 3. новембра. У то вријеме, Српска војска и остатак Савезничке војске Истока стигли су до Саве и Дунава у Београду — предратној аустроугарској граници.
Лојд Џорџ и Балфор су 3. новембра обавијестили српску владу и опозицију, као и Трумбића и Корошеца преко грчког премијера Елефтериоса Венизелоса и секретара Чехословачке народне раде Едварда Бенеша да се неће разматрати ниједна јужнословенска заједница, ако не буду заједно радили на том циљу. Венизелос је предложио српском амбасадору у Лондону, у име Антанте, признање Југословенског одбора, формирање коалиционе владе у Србији са актуелном опозицијом и формирање петочланог заједничког ратног кабинета који би чинио предсједавајући министар спољних послова, два министра из српске владе и два члана Југословенског одбора. Рекао је да ће ратни кабинет имати задатак да спољне и повезане послове, не износећи даље детаље. Бенеш је у Женеви разговарао са Чингријом и рекао му да Лојд Џорџ, Балфор и Клемансо желе јединствени јужнословенски став како би Орланду помогао да превазиђе противљење свог министра спољних посл ова Сиднеја Сонина. Бенеш је савјетовао Чингрију да инсистира на демократским принципима и избјегава детаље и поручио му да ће Пашић бити укључен у ратни кабинет. Бенеш је предложио да се успостави заједничко министарство које би чинило осам чланова из Србије и исто толико из других земаља. Такво тијело би онда представљало будућу заједницу на предстојећој мировној конференцији. Кредибилитет порука је појачан објављивањем истог става у полузваничном листу La Temps 3. и 4. новембра.
Пашић, Драшковић и Трумбић су се састали 4. новембра у Паризу, подстакнути притисцима Антанте, како би постигли договор. Разговарано је о предложеном формирању и улози ратног кабинета и сачињен је нацрт споразума којим би се извршила реконструкција српске владе, пријем нових чланова из Народног вијећа у Југословенски одбор и формирање заједничког тијела у смислу Венизелосовог приједлога. Међутим, Пашић је у посљедњем тренутку одбио да потпише нацрт, тиме одбацујући споразум.

### Женевски преговори
Пашић, лидери српске опозиције и Трумбић су стигли у хотел Национал у Женеви 6. новембра, гдје су се састали са делегацијом Народног вијећа. Силе Антанте су жељеле да договором докажу да ли је јужнословенска заједница уопште могућа. Трумбић и Корошец су се брзо договорили — формирајући заједнички преговарачки блок. Пашић је лично представљао српску владу. Лидерима српске опозиције Драшковићу и Трифковићу се придружио и Војислав Маринковић. Народно вијеће су поред Корошеца представљали и Чингрија и Жерјав. Трумбићу су се придружили и други чланови Југословенског одбора — Јован Бањанин, Густав Грегорин, Никола Стојановић и Душан Васиљевић. Иако се Корошец афирмисао као шеф државе питајући Пашића да ли пристаје да Трумбић присуствује разговорима, Корошец је препознао да му је Трумбић потребан као особа са далеко бољим односима са силама Антанте и српском опозицијом. У кризи владе, српска опозиција је преговарала с непријатељским ставом према Пашићу, који је остао изолован у својим ставовима по питању састава и одговорности ратног кабинета пратећи приједлог британске владе које је објавио Le Temps.
Ратни кабинет је био прихватљив за све укључене, али су се мишљења о његовом капацитету и статусу разликовала. Пашићу прихватљивије било да то буде ad hoc тијело, не прецизирајући кога ће то тијело представљати — будућу заједницу у цјелини или појединачно Краљевину Србију и Државу Словенаца, Хрвата и Срба. Корошец и Трумбић су се залагали за ово друго рјешење, тврдећи да свака држава само треба да делегира чланове. Корошец је у предложеном ратно кабинету видио средство за испуњење свог циља — признање Државе Словенаца, Хрвата и Срба. Насупрот томе, Пашић није журио са договором јер је Србија била једини међународно признати субјект укључен у процес уједињења и он се неће одрећи ове предности. Првог дана Женевских преговора, Пашић је предложио да се одређени извршни послови пренесу на заједничку комисију за вођење спољне политике и одбране до краја рата. Према његовом плану, четири члана би именовала Србија, а три Народно вијеће.
Драшковић је 7. новембра предложио измјену Венизелосовог плана који укључује петочлану ратну владу и владу од 17 чланова уз задржавање ресорних подјела тадашње српске владе. Тијела би именовала Народна скупштина Краљевине Србије с једне стране и Југословенски одбор и Народно вијеће Словенаца, Хрвата и Срба с друге. Нова влада би замијенила српску владу и Народно вијеће у извршној улози — Народно вијеће би постало само у законодавно тијело. За разлику од модела који је предложио Пашић, то је подразумијевало успостављање заједнице кроз заједничке власти. Док је Трумбић био уздржан према приједлогу, јер се плашио да он дозвољава прекомјерну централизацију заједнице, Пашић је приједлог одбио. Касније тог дана, Трумбић је предложио формирање заједничке владе за заједничке послове — у сарадњи са српском владом и Народним вијећем. Српска влада и Народно вијеће би остали у функцији са министарствима у надлежности Србије, односно Државе Словенаца, Хрвата и Срба. Заједничка министарства би била надлежна за спољне послове, војску, везе и саобраћај, заједничке финансије, морнарицу, ратне заробљенике и инвалиде. Министри које би поставила Србија положили би заклетву краљу Србије, а они које би поставило Народно вијеће положили би заклетву вијећу.

### Прихватање и потписивање
Упркос инсистирању представника Југословенског одбора и пријетњи Драшковића и Трифковића да ће српска опозиција приступити Југословенском одбору и радити против српске владе, Пашић је изгледа био ријешен да не прави компромисе. То се промијенило 7. новембра када је из амбасаде Србије у Паризу стигла шифрована порука по којој француски предсједник Ремон Поенкаре жели да се Пашић договори са представницима Народног вијећа. По добијању вијести о Поенкаровој интервенцији, Пашић је прихватио Трумбићев план. Такође, на Корошецов приједлог прихватио је и захтјев да Србија призна Народно вијеће као закониту владу Државе Словенаца, Хрвата и Срба, као и да од својих савезника тражи да признају Народно вијеће као владу и да призна Словенце, Хрвате и Србе који живе на територији бивше Аустроугарске као савезнике, а Добровољачки корпус Срба, Хрвата и Словенаца као војску. Тако су ријешена питања у средишту спора Пашић—Трумбић, а договорено је и конфедерално рјешење за будућу заједницу — налик систему двојне монархије који је примијенила Аустроугарска. На инсистирање Трумбића и српске опозиције коју је подржао Корошец, Пашић се одрекао учешћа у заједничкој власти. Прихваћено рјешење требало је да замијени Крфску декларацију.
Током конференције је Краљевина Црна Гора позвана да приступи новој заједници. Учесници конференције су поздравили могућност придруживања Црне Горе заједничкој држави и изразили страх од могућег насиља српских добровољаца који су тада ступали у Црну Гору. Конференција је овластила Корошеца, Чингрију и Жерјава да разговарају са предсједником црногорске владе у егзилу Милом Вујовићем. Они су се састали 8. новембра и Вујовић је рекао да ће за око двије седмице бити могуће разговарати о приступању Црне Горе заједници.
Пашић је изненада најавио да напушта Женеву, покушавајући да избјегне потписивање било каквог споразума. Као одговор на то, преостали учесници конференције брзо су сачинили декларацију која је садржала договор који је Пашић потписао. Документом је одређено дванаест заједничких министарстава, а такође је прецизирано да је аранжман био привремен док уставотворна скупштина не утврди систем власти у новој заједници кроз нови устав. Једно од министарстава предвиђених завршним документом имало је задатак да припреми конститутивну скупштину. Именовано је шест од дванаест министара — три од стране Србије и три од стране Народног вијећа. Србија је именовала Љубомира Давидовића, Михаила Гавриловића и Драгољуба Павловића. Народно вијеће је именовало Јанка Брејца, Чингрију и Васиљевића. Преостали министри требало је да буду именовани накнадно. Декларацију је 9. новембра потписало свих дванаест учесника конференције. Пашић је приликом потписивања рекао да има резерве или сумње у вези документа.

## Посљедице

### Поништење декларације
Пашић је 7. новембра телеграфом обавијестио регента пријестолонасљедника Александра и министра финансија Стојана Протића о току и исходу преговора. Пашић је у телеграму тражио од регента пријестолонасљедника да призна Народно вијеће, чему је и он сагласан. Протић је 10. новембра у име владе пријавио сагласност са Пашићевим прихватањем Трумбићевог приједлога, додајући да ће регент пријестолонасљедника то свакако одобрити. Протић је 11. новембра добио још један телеграм који је Пашић послао 9. новембра. Убрзо након тога, Протић је повукао своје одобрење Женевске декларације.
У другом телеграму, Пашић је навео мало додатних информација ширећи своју првобитну поруку, али се пожалио да му други учесници конференције показују недовољно повјерења и нетачно тврде да ће се заједнички министри заклети на вјерности и краљу и Народном вијећу. Пашић је своју поруку закључио напоменом да скреће пажу на право регента пријестолонасљедника које може искористити и тражити друге савјетнике и министре. Протић је ово схватио као загонетну инструкцију влади да поднесе оставку — што је и учинио 12. новембра. Према Сабрини П. Ремет, Пашића је регент пријестолонасљедник приморао да поднесе оставку, док је Иво Банац прихватање декларације и накнадну оставку оцијенио као Пашићеву тактику која је осмишљена да обавеже Народно вијеће и Југословенски одбор на брзо уједињење, ослањајући се на то да ће Прибичевић поткопати Корошечев ауторитет. У свом одговору Пашићу, Протић је написао да је неприкладно да се министри заклињу било коме осим краљу и да улогу заједничке владе схвата другачије од првобитне поруке и да му је порука то разјаснила — иако је други телеграм садржао врло мало релевантних нових информација. Протић је у својој поруци написао да даљи преговори са Трумбићем и Корошецом нису прихватљиви и обавијестио Пашића да у Држави Словенаца, Хрвата и Срба има и других који се не слажу са Трумбићем, мислећи да Прибичевић и његова Хрватско-српска коалиција имају највећи утицај у Народном вијећу. Прибичевић је телеграфом обавијестио Пашића 25. новембра да не осјећа обавезу према Женевској декларацији.
Пашић је 14. новембра обавијестио Трумбића и Корошеца да је рјешење договорено у Женеви одбацила српска влада и регент пријестолонасљедник, јер се ратни кабинет не би заклео на вјерност српском краљу и не би му одговарао. Пашић је понудио јединствену владу за цијелу земљу или одбор при српској влади. Корошец и Трумбић су протествовали, али нису били у стању да сачувају Женевску декларацију. Српска опозиција је напустила Трумбића и започела преговоре са Пашићем о коалиционој влади 16. новембра.

### Уједињење
Народно вијеће је било суочено са притисцима с више страна. Порастао је број пљачки повезан са побуном сељака, побуном бивших припадника аустроугарске војске, насиљем Зеленог кадра за које се сумњало да промовишу бољшевизам и пријављеном завјером државног удара. У Босни и Херцеговини је било међуетничког насиља и Народно вијеће је од српске војске затражило да помогне у сузбијању насиља. Италијанска војска је напредовала са запада, заузела Ријеку и приближила се Љубљани. Пошто није имала законска средства да заустави напредовање Италијана које је одобрио Врховни ратни савјет или довољно снаге да заустави напредовање, Народно вијеће је страховало да ће италијанско присуство на источним обалама Јадрана постати трајно. Под притиском комбинованих пријетњи, Народно вијеће је послало делегацију регенту пријестолонасљеднику да договори хитно уједињење у федерацију. Делегација је игнорисала упутства када се 1. децембра обратила Александру Карађорђевићу. Регент пријестолонасљедник Александар прихватио је понуду уједињења у име краља Петра I и успостављено је Краљевство Срба, Хрвата и Словенаца без икаквог договора о условима заједнице.
Нова држава није имала устав више од двије године — до доношења Видовданског устава 1921. којим је краљевина дефинисана као централизована држава. Кад год су вођени разговори о ревизији устава у међуратном периоду, као прелазно рјешење предлаган је модел који је предложила Женевска декларација. Три године након увођења Шестојануарске диктатуре 1929, Трумбић је израдио Загребачке пунктације — политичку декларацију против наводне српске хегемоније. Трумбић је позвао на враћање државе на „исходну тачку”. У каснијим правним поступцима, власти су оптуживале потписнике декларације, указујући на ту фразу, да планирају да уведу политички систем предвиђен Женевском декларацијом. Један од потписника, лидер Хрватске сељачке странке Влатко Мачек, бранио се пред судом тврдећи да не одобрава принципе Женевске декларације, али је на другим мјестима тврдио да би „Женевски пакт био сасвим прикладан”.